# On the Edge
On the Edge je americký nezávislý film z roku 1986. Natočil jej režisér Rob Nilsson podle scénáře, který napsal společně s Royem Kissinem. Film sleduje muže (Bruce Dern), který byl v minulosti nespravedlivě vyloučen z běžeckého závodu, který se nyní vrací do severní Kalifornie a začíná trénovat na závod Cielo Sea. Autorem hudby k filmu byl Herb Pilhofer.